# RAF Eastchurch

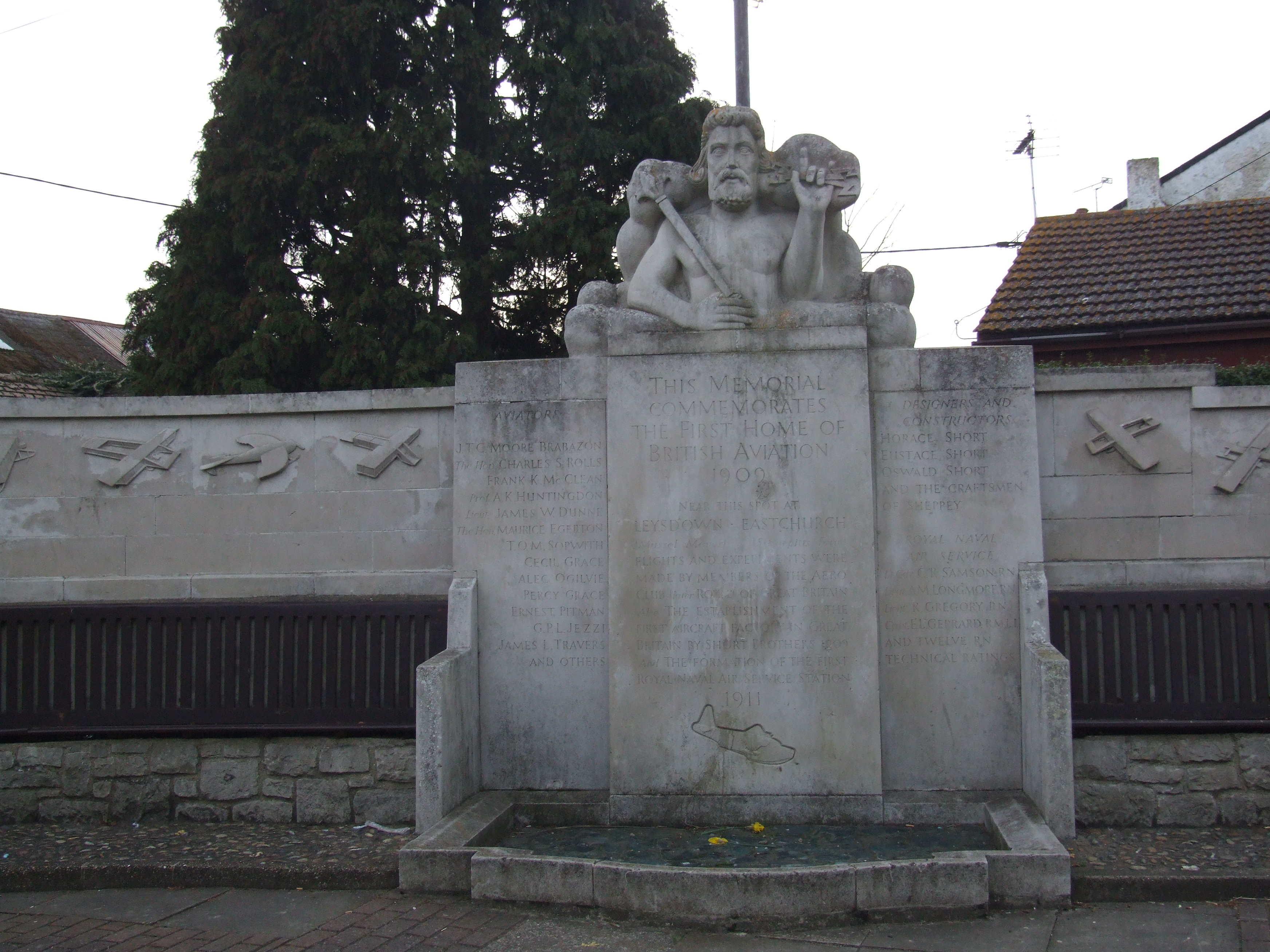
Mémorial d'aviation de Eastchurch.

RAF Eastchurch était une base de la Royal Air Force près de Eastchurch dans le comté du Kent, Angleterre.  L'histoire de l'aviation à Eastchurch commence dans les premières décennies du XXe siècle lorsque la base était utilisée comme aéroport par les membres du Royal Aero Club. Ce terrain a vu le premier vol d'un pilote britannique en Grande-Bretagne.
En 1910, il a été confié à la Royal Navy comme aérodrome d'entrainement et il portait le nom de Naval Flying School, Eastchurch.  Par la suite, il s'est appelé Royal Naval Air Station Eastchurch.  Lors de la fusion du Royal Naval Air Service et du Royal Flying Corps, le 1er avril 1918, la base a été transférée à la Royal Air Force, nouvellement constituée, et elle a été rebaptisée Royal Air Force Station Eastchurch, ou de manière plus brève RAF Eastchurch.